# جیمز کارلایل
جیمز کارلایل (انگلیسی: James Carlisle؛ زادهٔ ۵ اوت ۱۹۳۷) یک سیاست‌مدار اهل آنتیگوا و باربودا است.